# Meade County (Kansas)
Meade County is een county in de Amerikaanse staat Kansas.
De county heeft een landoppervlakte van 2.534 km² en telt 4.631 inwoners (volkstelling 2000). De hoofdplaats is Meade.